# OKR
OKR ("Objectives & Key Results") är en målstyrningsmetod.
OKR togs fram av Andrew Grove på Intel som implementerade det på företaget under 1970-talet som en vidareutveckling av målstyrningsmetoden MBO. Idag är Google, Linkedin och Oracle några av de mer kända förespråkarna för metoden.
En OKR består av två delar, ett ”Objective” och ett antal ”Key Results”. Objective/ambition är ett önskat tillstånd och Key result är de mätbara resultatmål som definierar om ambitionen är uppnådd. Strukturen på mål i OKR bygger på principer tagna från Goal setting theory.